# Unidades de medida bíblicas y talmúdicas

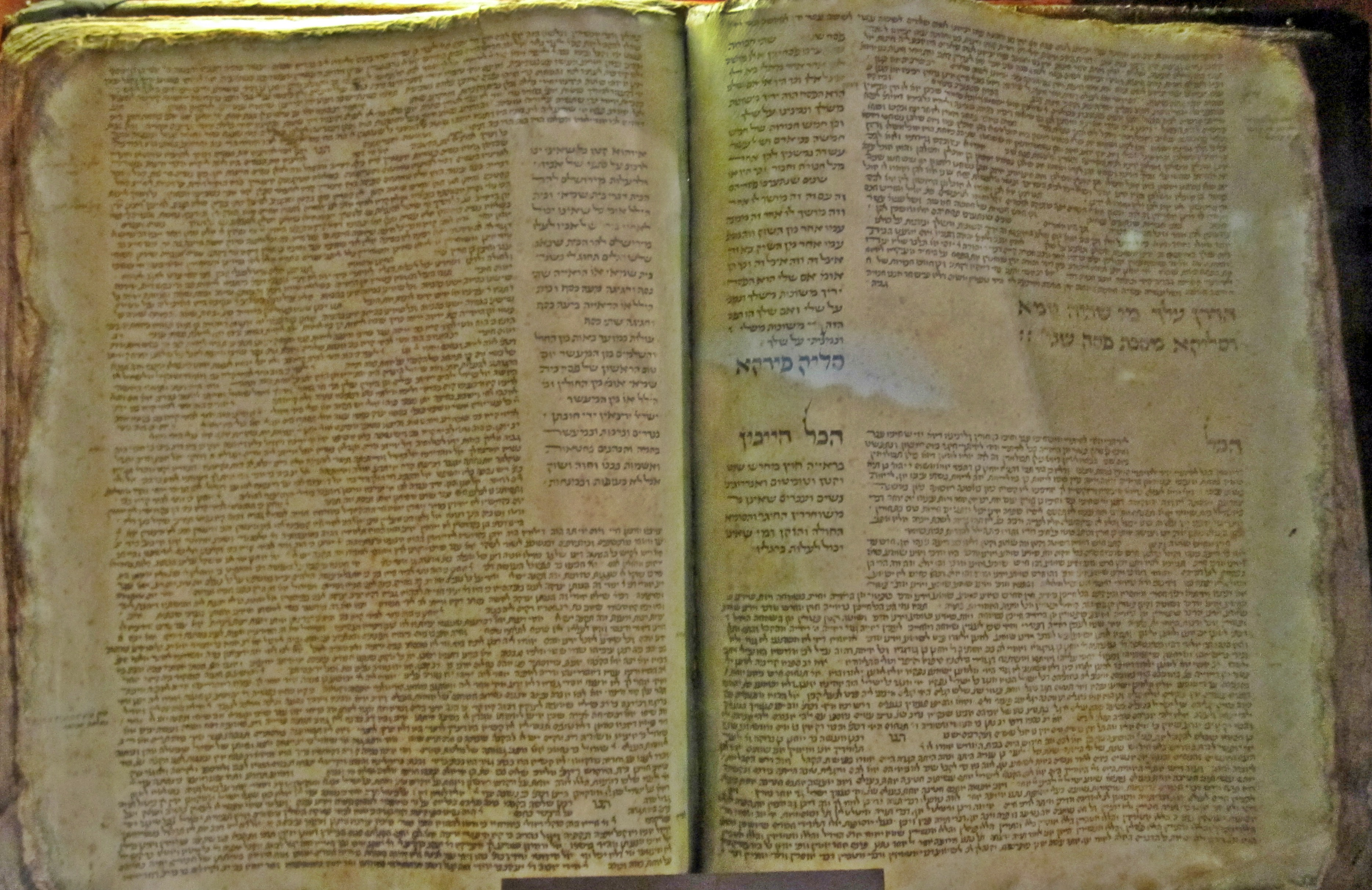
Talmud de Babilonia, edición de Solomon ben Samson, Francia, 1342. Beth Hatefutsoth, Tel Aviv.

Unidades de medida bíblicas y talmúdicas fueron utilizadas principalmente por los antiguos israelitas y aparecen con frecuencia en la Biblia hebrea y en escritos rabínicos posteriores, como la Mishná y el Talmud. Estas unidades de medida siguen siendo utilizadas en funciones que regulan la vida contemporánea judía. La especificidad de algunas de las unidades utilizadas y que se engloban en estos sistemas de medición —ya sea en distancia lineal, peso o volumen de capacidad— han dado lugar, en algunos casos, a controversias, debido a la interrupción de sus nombres hebreos y su sustitución por otros nombres de uso moderno.
Nota: Las mediciones enumeradas de este sistema van del valor halájico más bajo al más alto aceptable, en términos de conversión a/y desde los sistemas contemporáneos de medición.

## Conversión de unidades contemporáneas

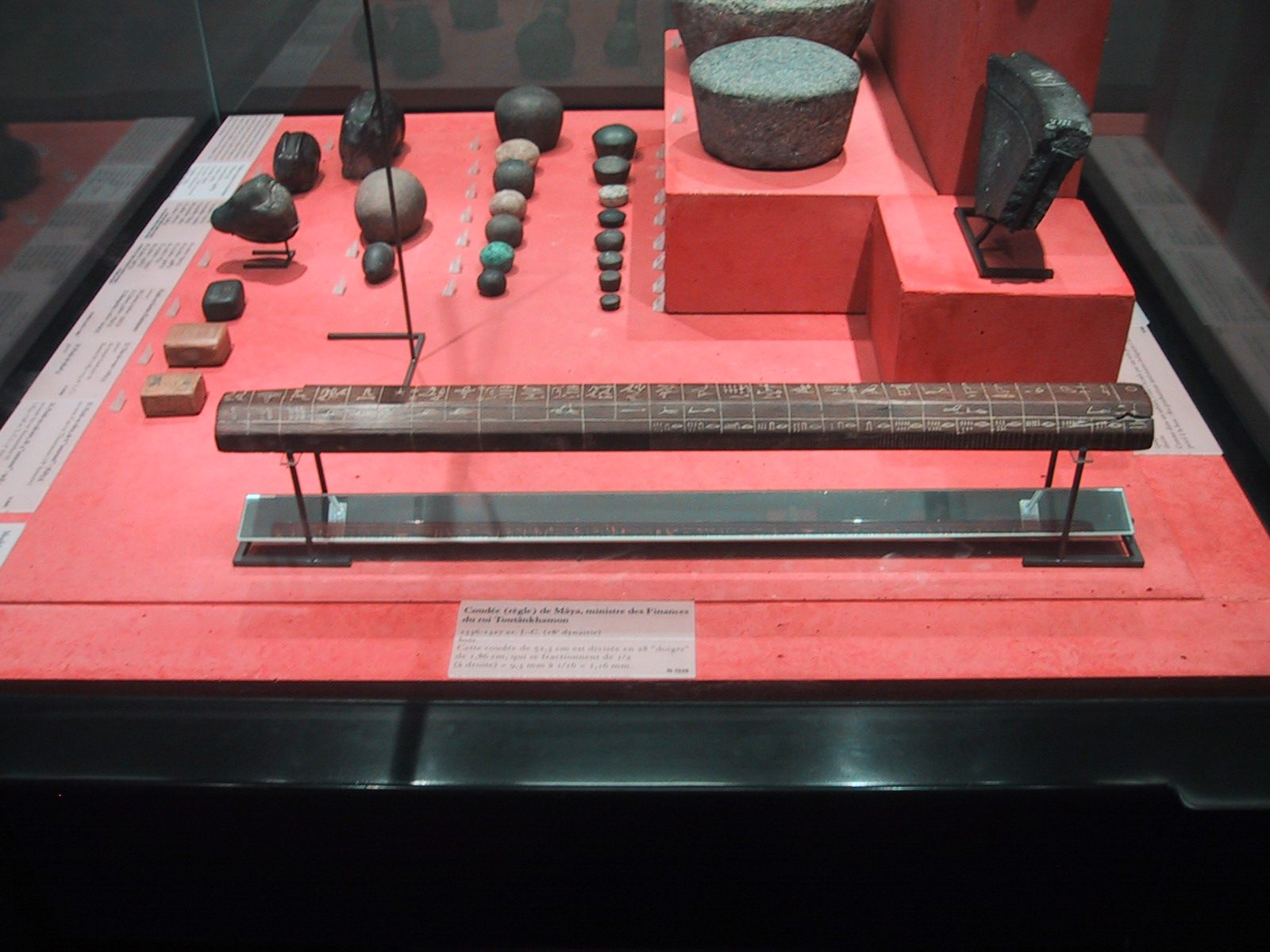
Pesas y medidas del Antiguo Egipto.
Codo egipcio: meh. Louvre.

Si bien la documentación sobre la relación de cada unidad con la de otra es abundante, hay mucho debate, tanto en el judaísmo como en el mundo académico, sobre la relación exacta entre las mediciones en este sistema y las de otros sistemas de medición. Las definiciones clásicas, como la de que un etzba era siete hileras de cebada puestas una al lado de la otra, o que un tronco era igual a seis huevos de tamaño medio, son tan indefinidas y vagas que son casi inútiles. No obstante, todo el sistema de medición guarda un profundo parecido con los sistemas babilónicos y, en menor medida, con los antiguos sistemas egipcios, y actualmente se entiende que probablemente se haya derivado de alguna combinación de ambos. Los estudiosos suelen deducir los tamaños absolutos basándose en las relaciones de las unidades babilónicas más conocidas con sus homólogos contemporáneos.

## Longitud y distancia
Las medidas originales de longitud derivan claramente del cuerpo humano - el dedo, la mano, el brazo, el palmo, el pie y el ritmo - pero como estas medidas difieren entre los individuos, se reducen a un cierto estándar de uso general. Así pues, el sistema israelita utilizaba divisiones del dedo o de la anchura del dedo (en hebreo: אצבע, etzba; plural etzba'ot), la palma o la anchura de la mano (en hebreo: טפח, tefah/tefach; plural tefahim/tefachim), el palmo (en hebreo: זרת, zeret), el ell o codo (hebreo: אמה, Amah, plural Amot), la milla (hebreo: מיל, mil; plural milin), y la parsa (hebreo: פרסה, parasa). Las dos últimas, son palabras y medidas prestadas al idioma hebreo, - del latín mille, y del lenguaje iraní parasa respectivamente; ambas eran unidades de distancia itinerante, y por lo tanto variaban según el terreno y la longitud de la zancada, y, en el caso del parasanga, también según la velocidad de desplazamiento.
Las mediciones israelitas se relacionaron de la siguiente manera:
- 1 palma [ancho de la mano] (tefach) = 4 dedos (etzba'ot)[2][3]
- 1 palmo (zeret) = 3 palmas (tefahim)[2]
- 1 codo (amah) = 2 palmos (zeret), o 6 palmas [palma][2][4]
- 1 milla (mile) = 2000 codos (amot)[5]
- 1 parasanga (parasa) = 4 millas (milin)

### Discrepancias deell
El ell bíblico está estrechamente relacionado con el codo, pero en la Biblia se dan dos factores diferentes; las medidas de Ezequiel implican que el ell era igual a 1 codo más 1 palma (Tefah), mientras que en otras partes de la Biblia, el ell es igual a 1 codo exactamente. El codo de Ezequiel, por el cual dio medidas en su visión guiada a través de un futuro templo de Jerusalén, es por lo tanto un sexto más grande que el codo estándar, para lo cual una explicación parece ser sugerida por los Libros de Crónicas; donde se escribe que el templo de Salomón fue construido de acuerdo a «codos siguiendo la primera medida», sugiriendo que en el transcurso del tiempo el codo original fue suplantado por uno más pequeño.

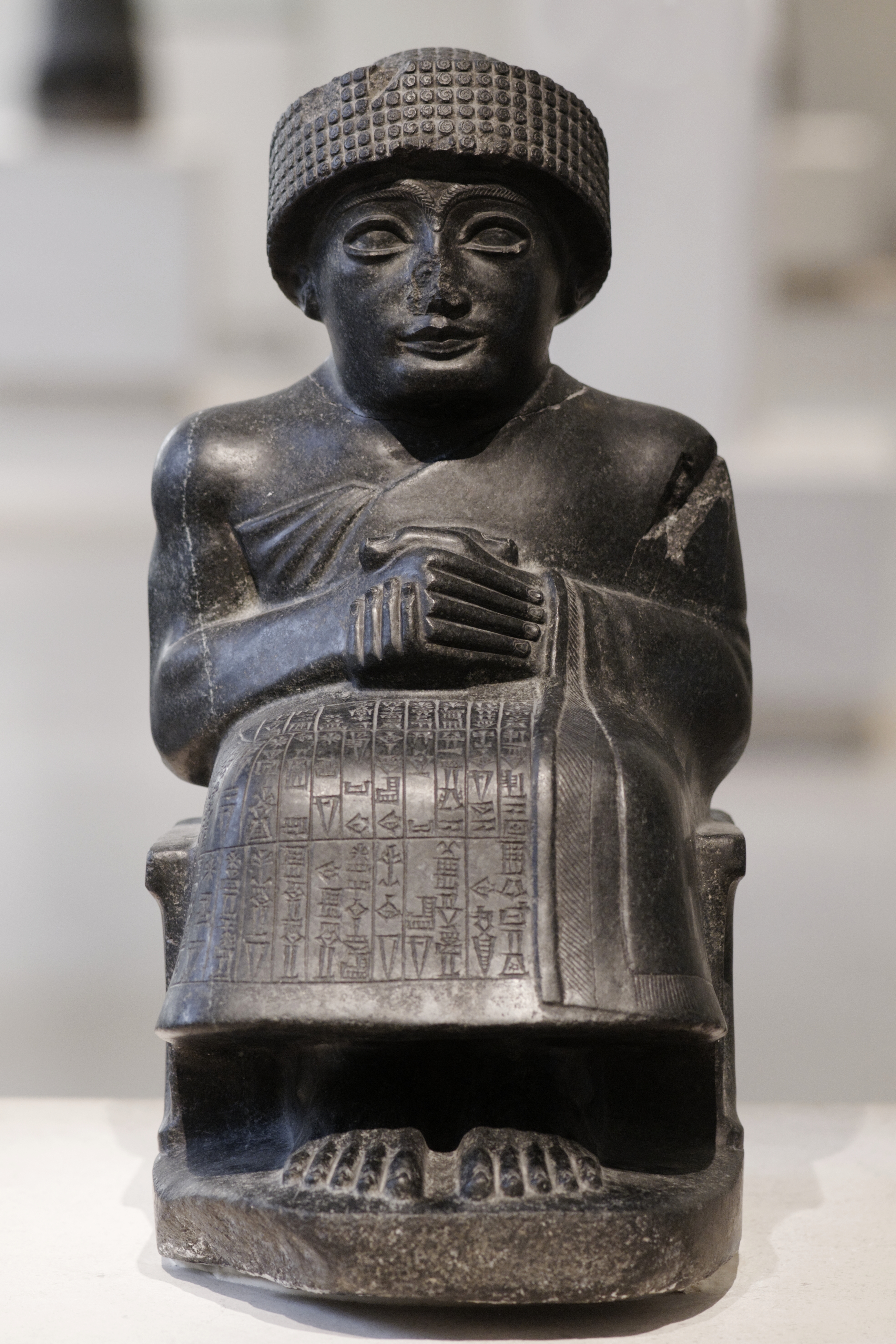
Estatua del príncipe Gudea, gobernante de Lagash, con el grabado de medidas en la parte frontal.

Los egipcios también usaban dos ells (codos) diferentes, uno de los cuales —el «Codo real»— era un sexto más grande que el común; esta medida «real» era la más antigua de las dos en uso en Egipto, y la que las pirámides de las III y IV Dinastías parecen medirse en múltiplos enteros.
El más pequeño de los ells egipcios medía 45 cm, pero el ell estándar de Babilonia, grabado en piedra en una de las estatuas de Gudea, medía 49.5 cm, y el ell egipcio más grande tenía entre 52.5 y 52.8 cm. Los Libros de Samuel describen el templo como si tuviera un arquitecto fenicio, y en Fenicia era el ell babilónico el que se usaba para medir el tamaño de las partes de los barcos. Por lo tanto, los estudiosos no están seguros de si el tamaño estándar de la Biblia habría sido de 49.5 o 52.5 cm, pero están bastante seguros de que era una de estas dos cifras. A partir de estas cifras para el tamaño de una longitud bíblica, la de la unidad básica —la anchura del dedo (Etzba)— se puede calcular que es de 2.1 o 2,.2 cm (0.83 o 0.87 pulgadas); el rabino Avraham Chaim Naeh se aproxima a los 2 cm (0.79 pulgadas); el erudito talmúdico Chazon Ish a los 2.38 cm (0.94 pulgadas). La milla (mil) era por lo tanto de cerca de 963 o 1146 metros, aproximadamente seis o siete décimas de milla, y significativamente más corta que el estatuto moderno o la milla terrestre de 5280 pies o 1760 yardas (aproximadamente 1.6 km).
El ancho exacto del etzba (dedo) ha sido objeto de controversia entre las autoridades halajicas. Los más conocidos son los de los rabinos Chaim Naeh y Chazon Ish.
| Nombre (plural)   | Nombre hebreo (plural) | Traducción           | Equivalente inglés                                                                            | Equivalente SI | Notas |
| ----------------- | ---------------------- | -------------------- | --------------------------------------------------------------------------------------------- | --- | --- |
| Etzba (Etzba'ot)  | (אצבע (אצבעות          | dedo                 | 0.79–0.94 pulgadas contenido.                                                                 | 2.0–2.4 cm | El último valor es el de Chazon Ish. Como todas las demás unidades son múltiplos de la etzba, en consecuencia varían.              |
| Tefah (Tefachim)  | (טפח (טפחים            | palma                | 3.16–3.76 pulgadas                                                                            | 8.02–9.55 cm | |
| Zeret (Zarot)     | (זרת (זרות             | palmo                | 9.48–11.28 pulgadas                                                                           | 24.08–28.65 cm | |
| Amah (Amot)       | (אמה (אמות             | codo                 | 18.96–22.56 pulgadas                                                                          | 48.16–57.30 cm | |
| Ris               | ריס                    | estadio 1.3–501.3 ft | 128.4–152.8 m                                                                                 | Un ris es 2⁄15, o alrededor de 0.13, de una milésima de pulgada. Según Rashi (Baba Kama 79b, s.v. שלושים ריס), treinta ris equivalen a 4 millas bíblicas. Maimónides está de acuerdo en su comentario sobre Mishnah yoma 6:4, donde pone 90 ris a las 12 millas. Según el Talmud el estadio fue llamado ris ריס o rus רויס y se refiere a una milla romana. | |
| Mil (Milin)       | מיל                    | milla bíblica        | 0.598–0.712 mi (en caso de que la opinión del Talmud se refiera a una milla romana: 0.919 mi) | 0.963–1.146 m (en caso de que la opinión del Talmud se refiera a una milla romana: 1.481 m.) | El tiempo para caminar un mil es de 18 a 24 minutos.                                                                               |
| parasa (parsa'ot) |                        | parasanga            | 2.41–2.85 mi                                                                                  | 3.87–4.58 km | La distancia cubierta por un hombre promedio en un día de caminata es de 10 parsa'ot. El tiempo de una parasa es de 72–96 minutes. |

En Midos V'Shiurei Torah del rabino Jaim P. Benish, aporta una visión alternativa para comprender el rambam y, por lo tanto, sugiere que el etzba, según el rambam, mide 0.748–0.756 pulgadas (1.90–1.92 cm). Esto afectaría las otras medidas de las siguientes maneras: tefah 2.99–3.02 pulgadas (7.59–7.67 cm); zeret 8.98–9.07 pulgadas (22.81–23.03 cm); amah 17.95–18.14 pulgadas (45.59–46.08 cm).

## Incorporaciones talmúdicas
Al sistema algo simple de distancia, el Talmud añade algunas unidades más, a saber, la doble palma (hebreo: חסיט, hasit), el paso (hebreo: פסיעה, pesiah), la cuerda (hebreo: חבל, hebel), el estadio (hebreo: ריס, ris), el día de camino (hebreo:דרך יום, derekh yom), y una cantidad indeterminada llamada la garmida (hebreo: גרמידא). El estadio parece haber sido adoptado de Persia, mientras que la doble palma parece haber sido derivada de Grecia. La relación entre cuatro de estas unidades adicionales y el sistema anterior es la siguiente:
- 1 palma doble (hasit) = 2 palmas (tefah)
- 1 paso (pesiah) = 1 ell o codo (amah)
- 1 estadio (ris) = 1600 palmas ( 2 / 15 de milla) (tefah)[14] Otros dicen que 1 estadio era equivalente a 470–500 codos.[15]
- 1 día de camino (derekh yom) = 10 parasangas (parasa)

Las otras dos unidades adicionales son más ambiguas. La garmida se menciona repetidamente pero sin que se indique su tamaño; incluso a veces se trata como una área, y como un volumen. El cord tiene dos definiciones diferentes: en el Mishnah son 50 ells (codos), pero en Guemará son 4 ells.

## Área
El sistema israelita de medición de área era bastante informal; el texto bíblico se limita a medir las áreas describiendo cuánta tierra se puede sembrar con una cierta medida de volumen de semilla, por ejemplo, la cantidad de tierra que se puede sembrar con dos medidas de cebada. Lo más cercano a una unidad de área formal era el yugo (en hebreo: צמד tsemed) —a veces traducido como acre—, que se refería a la cantidad de tierra que una pareja de bueyes con yugo podía arar en un solo día; en Mesopotamia la estimación estándar para esto era de 6.480 codos cuadrados, lo que equivale aproximadamente a un tercio de un acre.
"Searah" (en hebreo: שערה‎) - (pl. searot) pelo cuadrado 1⁄36 de un geris
"Adashah" (en hebreo, עדשה) - (pl. adashot) lentejas, 1⁄9 de un geris
"Geris" (en hebreo, גריס) - (pl. gerisin) habas descascarilladas, un círculo con un diámetro de aproximadamente 2 centímetros (0.8 in)
"Amah al amah" (en hebreo, אמה על אמה) - (pl. amot) codo cuadrado 0.232 a 0.328 m²  (2.50-3.53 ft²)
"Beit rova" (en hebreo, בית רובע) - (pl. batei rova) espacio para la siembra de  de un kav 24 a 34.5 m² (258–372 ft²)
"Beit seah" (en hebreo, בית סאה) - (pl. batei seah) espacio para sembrar un seah 576 a 829.5 m² (689-992 yd²)
"Beit kor" (en hebreo, בית כור) - (pl. batei kor) espacio para sembrar un kor de semilla, o lo que son 30 seah en volumen; m² el área necesaria es aprox. de 1.73 a 2.48 hectáreas (4.27-6.15 acres), o aproximadamente 23,000 m² en área.

## Volumen y capacidad
El sistema israelita de medición de volumen de sólido/líquido se corresponde exactamente con el sistema babilónico. A diferencia del sistema egipcio, que tiene unidades para múltiplos de 1, 10, 20, 40, 80 y 160 de la unidad base, el sistema babilónico se basa en múltiplos de 6 y 10, a saber, unidades de 1, 12, 24, 60, 72 (60 más 12), 120 y 720. La unidad básica era la mina, que se definía como 1 sesenta de un maris, que a su vez era la cantidad de agua igual en peso a un talento real ligero; el maris era por lo tanto igual a unos 30,3 litros, y por lo tanto la mina es igual a unos 0,505 litros. En el sistema israelita, el término logarí se utiliza en lugar de la mina babilónica pero la medida es por lo demás la misma.
Aunque ambas usan el log (una unidad de longitud equivalente a 16 pies, utilizada para medir madera, especialmente el tronco de un árbol) como la unidad básica, los israelitas diferenciaron sus sistemas de medición de volumen entre estados de masa y líquidos.

### Medidas de masa
Para la medición de los sólidos, o lo que es simplemente una medida de capacidad más que de peso, la unidad más pequeña de la cual es el huevo (en hebreo: Beitza), seguida por el Log (לג), seguida por el Kab (קב), seguida por el Seah (סאה), seguida por el Ephah (איפה), seguida por el Letek (לתך), y finalmente por el Kor (כור). El Letek se menciona una vez en el texto masorético, y la Septuaginta lo traduce por el término griego nebeloinou, que significa piel de vino. Estas medidas se relacionaron de la siguiente manera:
- 6 Eggs (beitza) = 1 Log
- 4 Log = 1 kab
- 6 Kab = 1 se'ah
- 3 Se'ah = 1 ephah
- 5 Ephah = 1 letek
- 2 Letek = 1 kor

La unidad más pequeña, el Kezayit, se considera, por diferentes fuentes, igual a 1⁄2 a 1⁄3 de una beitza, o no directamente relacionada con las otras unidades de volumen.
El omer, que la Torá menciona como igual a una décima parte de un ephah, que es equivalente a la capacidad de 43.2 huevos, o lo que también se conoce como una décima parte de tres seahs. En peso seco, el omer pesaba entre 1.560 kg y 1.770 kg, siendo la cantidad de harina requerida para separarse de la ofrenda de masa. En la Torá, es el Código Sacerdotal que se refiere al Omer, más que a la Seah o Kab; los críticos textuales consideran el Código Sacerdotal como una de las fuentes posteriores de la Torá, que data de un período en que Egipto y Asiria tuvieron una influencia mucho más directa sobre Israel.
Según Ezequiel 45:11, tanto el eipha como el baño eran una décima parte de un omer (הומר HOMeR ). Boadt señala que la palabra jonrón proviene del hebreo para «asno». «Es una carga de asno».
El episodio bíblico del maná describe a Dios como instruyendo a los israelitas a recolectar un omer para cada persona en su tienda, lo que implica que cada persona podría comer un omer de maná al día.

### Medidas de líquidos
Para la medida líquida, las unidades principales fueron el Log, Hin y Bath, relacionadas de la siguiente manera:
- 1 Log = 4 Revi`ith (רביעית lit. cuarto [Log]).
- 1 Hin = 12 Logs.[33]
- 1 Bath = 6 Hin.[34]

El Bath, es igual a 72 Troncos/Logs, es por lo tanto el equivalente líquido del Ephah, también igual a 72 Troncos. El equivalente líquido del omer, que aparece sin un nombre especial, únicamente se describe como la décima parte de un bath, es tan incómodo como el propio omer y solo es mencionado por Ezequiel y el Código Sacerdotal; los estudiosos le atribuyen la misma explicación que con el omer, que surgió como resultado de la decimalización. El omer se menciona como una décima de un ephah en el Éxodo 16:36, antes del código sacerdotal.
Según Herbert G. May, editor jefe de dos libros de referencia clásicos relacionados con la Biblia, se puede determinar arqueológicamente que el bath fue de alrededor de 22 litros (5,75 galones americanos) a partir de un estudio de restos de una jarra marcados como «bath» y «bath real» del sitio arqueológico Tell Beit Mirsim.

### Incorporaciones talmúdicas
En la época talmúdica se utilizaron muchas más medidas de capacidad, en su mayoría de origen extranjero, especialmente de Persia y Grecia, que habían dominado a Judea cuando se creó el Talmud. Las definiciones de muchos de ellas son discutidas. Las que eran ciertas fracciones (en disputa) del Kab incluyen, en orden creciente de tamaño, ukla (עוכלא), tuman (תומן), y kapiza (קפיזא). Las que eran más grandes, en orden creciente de tamaño, incluían el modius (מודיא), geriwa (geriwa), garab (גרב). De tamaño no identificado estaban el ardaba (אדרב), el kuna (כונא), y el qometz (קמץ); se decía que los dos últimos equivalían a un puñado.

### Peso y monedas

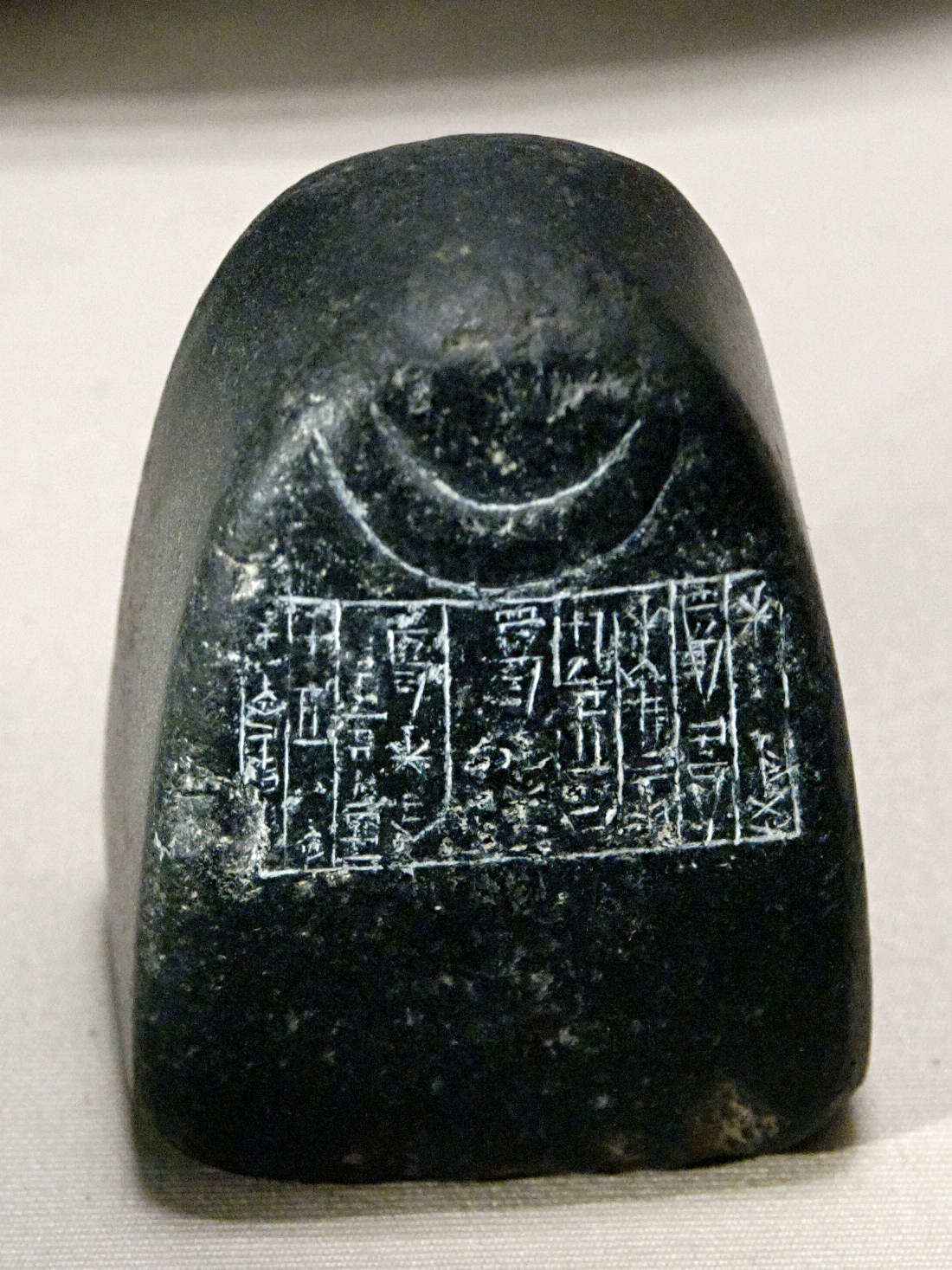
Medida de ½ mene (el peso real es de 248 gramos) un estándar de peso establecido por el rey sumerio Shulgi. Tiene una imagen de media luna; usada en el templo del dios Sin en Ur,
diorita, 6,2×4,5 cm, a principios del siglo XXI a.C. (III dinastía de Ur).

El sistema babilónico, que siguieron los israelitas, medía el peso con unidades del talento, mene, siclo (en hebreo: שקל), y gerah, se relacionaban entre sí de la siguiente manera:
- 1 siclo = 24 gerah
- 1 mina = 60 siclos (después 100 zuz)
- 1 talento = 60 menes

En el sistema israelita, la relación entre el gerah y el siclo se alteró, y el talento, mene y gerah, pasó más tarde a llamarse kikkar (ככר), litra y gerah (גרה), respectivamente; la litra es una palabra de préstamo del latín —libra. El sistema israelita era, pues, el siguiente:
- 1 siclo = 20 gerah
- 1 litra = 60 siclos
- 1 kikkar = 60 litra

Sin embargo, había diferentes versiones del talento/kikkar en uso; una versión «real» y una «común». Además, cada una de estas formas tenía una versión pesada y otra ligera, siendo la versión pesada exactamente el doble de peso que la más ligera; el talento real ligero se representaba a menudo en forma de pato, mientras que el talento real pesado a menudo tenía forma de león. La mene del talento real pesado,tenía un peso de 1,01 kilogramos, mientras que la del talento común pesado pesaba 984 gramos; en consecuencia, el siclo común pesado, era de unos 15,87 gramos. Según Josefo, era el talento pesado común, y su mene y siclo, la medida normal de peso en Siria y Judea; Josefo también menciona una unidad adicional - el bekah - que era exactamente medio siclo.
Poco a poco, el sistema se reformó, tal vez bajo la influencia de Egipto, de modo que una mene valía únicamente 50 siclos en lugar de 60; para lograrlo, el siclo seguía teniendo el mismo peso, mientras que el peso de la mene estándar se reducía. La ley de Moisés ordenaba que la moneda estándar fuera en un solo siclo de plata; por lo tanto, cada moneda en siclo constituiría unos 15,86 gramos de plata pura. En Judea, el siclo bíblico valía inicialmente alrededor de 3⅓ denarios, pero con el tiempo la medida se había ampliado de modo que valdría exactamente cuatro denarios.
- Pruta (pl. Prutot) - una moneda de cobre (en hebreo פרוטה prutah ) - 22 mg.
- Issar (pl. Issarim) - una moneda romana de cobre (As) - 177 mg.
- Pundion (pl. Pundionim) - una moneda romana de cobre (Dupondius) - 349 mg.
- Ma'ah(pl. Ma'ot = "dinero") - una moneda de plata , (hebreo gerah) - 699 mg.

En hebreo se llama gerah (como en veinte gerah es un siclo, Éxodo);(litt. grano; también el gramo deriva de él).
- Dinar (pl. Dinarim) - una moneda de plata romana (Denarius (pl. denarii, (en hebreo Zuz, pl. zuzim) - 4.26 gm.

En hebreo, un Dinar de plata se llamaba "Zuz" para evitar confusión con el Dinar de oro.
- Shekel (pl.shkalim), una moneda de plata judía (siclo, (en hebreo שקל  14 gm.

Moisés lo instituyó como la moneda estándar. De 8.39 a 15.86 gramos de plata pura (Chazon Ish).

- Pim: un peso de piedra pulida, descubierto por los arqueólogos en la forma del pim de peso. Aproximadamente 7,6 gramos, o 2/3 del siclo.[a 2]
- Sela (pl. Selo'im) - una moneda de plata (Tetradracma) - 17.1 gramos (una sela equivale a dos siclos).

Thaler, el tálero y finalmente el dólar derivan de él.
- Dinar (pl. Dinarim o dinerei) - una moneda de oro romana (Aureus) (hebreo Dinerei zahav) - 7,99 gramos de oro (106,25 gramos).
- Minah (pl.) - una moneda de plata - 424.87 gramos - equivalente con maneh que tiene un valor de 100 zuzim.
- Kikar (pl. Kikarim) - como un peso de oro, equivalente a un talento de oro - 3000 siclos.

## Tiempo

### Año

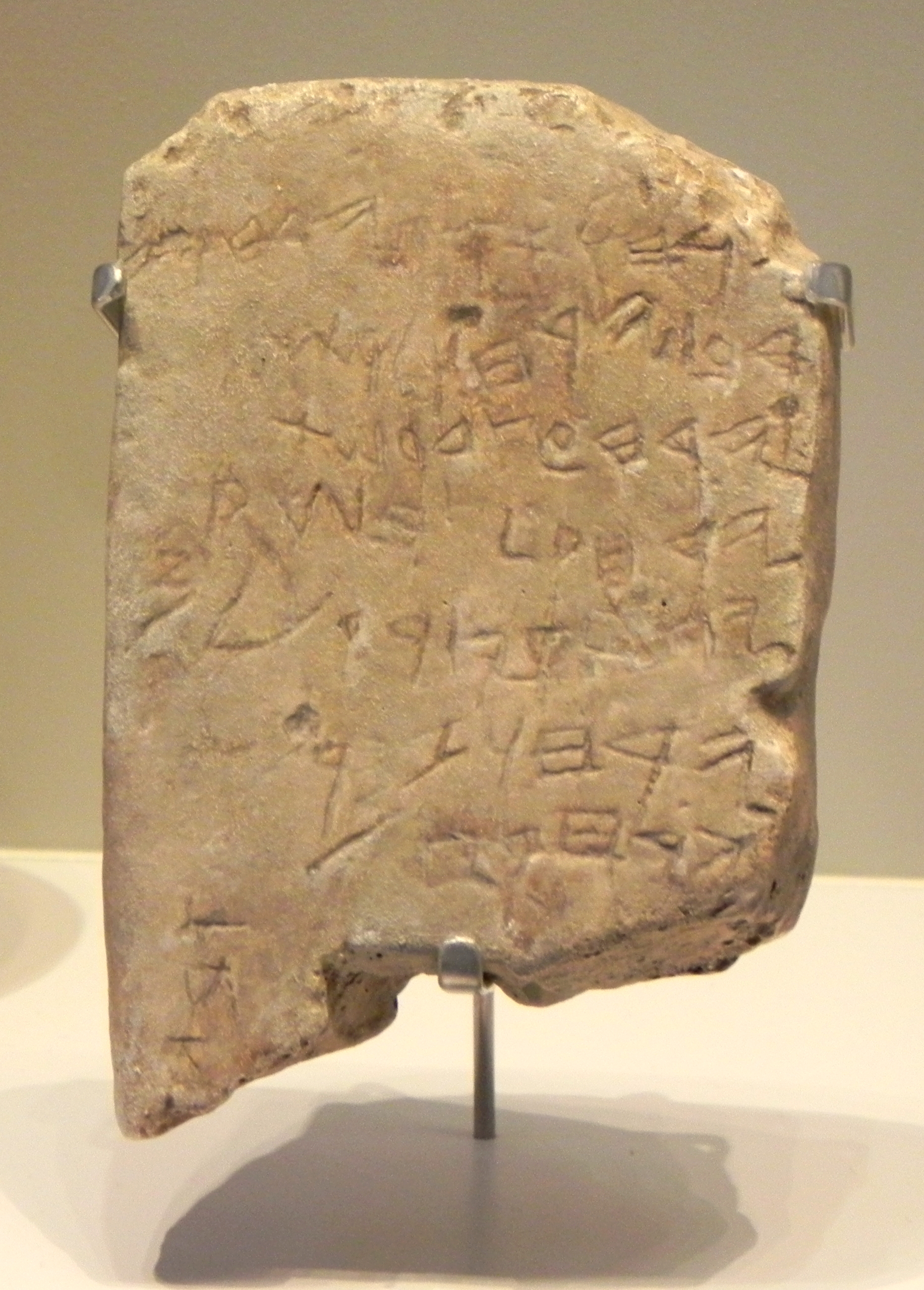
Réplica del calendario de Gezer en el Museo de Israel.

El calendario hebreo es un calendario lunar sincronizado con las estaciones por intercalación, es decir, un calendario lunisolar. Hay por lo tanto 12 meses ordinarios más un mes extra que se añade (intercalado) cada pocos años. Algunos meses también varían en duración por un día. Los meses originalmente tenían nombres muy descriptivos, como Ziv (que significa luz) y Ethanim (que significa fuerte, tal vez en el sentido de lluvia fuerte - es decir, monzón), con orígenes cananeos, pero después del cautiverio babilónico, los nombres se cambiaron a los utilizados por los babilonios. Con el nombre babilónico, el mes intercalado no tiene un nombre especial propio, y se le llama simplemente Adar I, siendo el mes siguiente Adar/Adar II (en el calendario babilónico, era Adar II el que se consideraba el mes intercalado).

### Semana
El mes israelita estaba claramente dividido en semanas, ya que la creación del Génesis —y las referencias bíblicas al Shabat)— describen una semana de siete días. El ciclo de siete días no es visto como un ciclo en la naturaleza y es más bien una costumbre bíblica originada en
El calendario hebreo moderno sigue un ciclo semanal de siete días, que se desarrolla de manera simultánea pero independiente de los ciclos mensuales y anuales. El origen de la semana de siete días y del Sabbat hebreo, así como el verdadero significado del nombre, es incierto. Los primeros pasajes bíblicos que lo mencionan (Éxodo 20:10 y 24:21; Deuteronomio 5:14; Libro de Amós 8:5) presuponen su existencia previa, y el análisis de todas las referencias a él en el canon, deja claro que su observancia no fue ni general ni del todo espontánea en el Israel pre exílico o postexílico. Probablemente estaba originalmente conectada de alguna manera con el culto a la luna, como de hecho lo sugiere la frecuente mención de los festivales del sábado y la luna nueva en la misma frase (Isaías 1:13; Libro de Amós 8:5; H Reyes 6:23).
Los nombres de los días de la semana son simplemente el número de día dentro de la semana. En hebreo, estos nombres pueden ser abreviados usando el valor numérico de las letras hebreas, por ejemplo «Día 1, o Iom Rishon».

### Día
Además de mañana (machar) y ayer (etmol), el vocabulario israelita también contenía una palabra distinta para hace dos días (shilshom). Maḥaratayim («día después de mañana»), es una forma dual de machar, literalmente «dos mañana»s. En la Biblia, el día se divide vagamente, con descripciones como medianoche y anochecer. No obstante, está claro que se consideraba que el día comenzaba al anochecer.
En la época talmúdica, el sistema babilónico de dividir el día —de la puesta a la salida del sol y de la salida del sol a la puesta del sol—, en horas (hebreo: שעה, sha'ah), partes (hebreo: חלק, heleq, plural halaqim), y momentos (hebreo: רגע, rega, plural rega'im), se habían adoptado; la relación de estas unidades era:
- 1 parte (heleq) = 76 momentos (rega'im) (cada momento, rega, es 0,04386 de un segundo; 22,8 rega'im es 1 segundo)
- 1 hora (sha'ah) = 1080 partes (halaqim) (cada heleq es 3⅓ segundos)
- 1 día = 24 horas (sha'ah)

Para complicar las cosas, Halajá, hablando de la Hora relativa (ley judía), establece que siempre que hay 12 horas entre el amanecer y el atardecer, por lo que estas mediciones son promedios. Por ejemplo, en el verano, una hora diurna es mucho más larga que una hora nocturna.